# Muscisaxicola
Muscisaxicola – rodzaj ptaków z podrodziny wodopławików (Fluvicolinae) w rodzinie tyrankowatych (Tyrannidae).

## Zasięg występowania
Rodzaj obejmuje gatunki występujące w Ameryce Południowej

## Morfologia
Długość ciała 14–21,5 cm.

## Systematyka

### Etymologia
Muscisaxicola: zbitka wyrazowa nazw rodzajów: Muscicapa Brisson, 1760 (muchołówka) oraz Saxicola Bechstein, 1802 (kląskawka).

### Podział systematyczny
Do rodzaju należą następujące gatunki:
- Muscisaxicola maculirostris d’Orbigny, 1838 – skałotyran plamkodzioby
- Muscisaxicola albifrons (von Tschudi, 1844) – skałotyran białoczelny
- Muscisaxicola flavinucha Lafresnaye, 1855 – skałotyran żółtołbisty
- Muscisaxicola alpinus (Jardine, 1849) – skałotyran ubogi
- Muscisaxicola griseus Taczanowski, 1884 – skałotyran szary
- Muscisaxicola cinereus R.A. Philippi Sr. & Landbeck, 1864 – skałotyran popielaty
- Muscisaxicola rufivertex d’Orbigny, 1838 – skałotyran rdzawołbisty
- Muscisaxicola maclovianus (Garnot, 1826) – skałotyran ciemnolicy
- Muscisaxicola albilora Lafresnaye, 1855 – skałotyran białobrewy
- Muscisaxicola capistratus (Burmeister, 1860) – skałotyran płowy
- Muscisaxicola juninensis Taczanowski, 1884 – skałotyran punański
- Muscisaxicola frontalis (Burmeister, 1860) – skałotyran czarnoczelny